# 三井寿讃
三井 寿讃（みつい じゅさん、寛永13年（1636年） - 元禄9年10月13日（1696年11月7日））は、三井家初代の三井高利の妻。本名は、かね。子孫により「夫を陰で支える内助の功があった」と評され、理想的な商家の主婦とされた。

## 生涯
生家は伊勢国松阪出身で江戸で本両替を営む中川氏。寿讃も江戸で生まれ不自由なく育てられるが、10歳で母と死別し、13歳で上方に上った。15歳の時、高利に嫁ぐ。当時の高利は28歳で、母三井殊法への孝養のため、松阪に戻っていた。
高利との間に10男5女をもうけ、うち8男3女を育てる。義母殊法は「千人に勝れて激しき姑」と評されるほど厳しかったが、殊法の言いつけをよく守って仕え、殊法にも気に入られていたとされる。また高利も子に「人これ女房は大黒、男はえびすと心得ろ。妻の心が悪ければ店は潰れる。妻の心が善ければ次第に繁盛する」と言い残すなど、寿讃を評価している。
高利が自らの店を構えて奔走するかたわらで、奉公人はもちろんその親類まで心を配るなど家業に貢献した。その働きをもって長男高平は高利と並ぶ「三井家の元祖」と称している。
晩年に法体として寿讃を号した。墓は三井家の菩提寺である京都の真如堂に夫の墓と並ぶ。

## 人物・エピソード
下女を雇わず、身の回りの事は針仕事から朝夕の料理、高利の月代剃りまですべてこなした。
贅沢はせず、行楽や観劇などの道楽も年老いるまでしなかった。また晴れ着の1着を除くと衣類は全て木綿で、年に1つも新しくすることが無かった。そのいっぽうで夫や子供には表向き見苦しく見えないよう、心を配っていたという。
店では夜明けに早立ちする奉公人を起し食事をさせて送り出したり、店を訪ねてきた奉公人の親類には残らず会い、茶などを振る舞ったという。また「元来こまか成人」とされる高利が奉公人に機嫌を損ねると、間に入って詫びたと伝わる。
寿讃ら初期の三井家の人物とくに女性については、長男高平の『家伝記』や三男高治の『商売記』に記されている。それによれば、寿讃の義母である三井殊法は子孫から商人の妻ではなく商人そのものとして賞賛されているが、いっぽうの寿讃は有能な商人を支える理想的な商家の妻として記述されている。林玲子はその理由を当人の才覚ではなく、三井家が中層町家から上層町家に変化したためと評している。